# Персиановка (станция)
Персиановка — железнодорожная станция Ростовского региона Северо-Кавказской железной дороги в посёлке Персиановский.
Остановка электропоездов.
В 1861—1863 годах была построена железная дорога Александровск-Грушевский — станица Аксайская. Одна из станций этой дороги была названа Персиановской, в честь хутора Персиановского. Рядом с этой станцией постепенно вырос настоящий поселок.